# Джакомо да Віньола
Джакомо да Віньола (італ. Il Vignola, Jacopo Barozzi da Vignola, справжнє ім'я Якопо де Бароцці; 1 жовтня 1507, Віньйола біля Модени, Емілія-Романья — 7 липня 1573, Рим) – італійський архітектор доби маньєризму і раннього бароко. Разом з Мікеланджело вважається засновником стилю бароко, бо винайшов багато прийомів і архітектурних образів, що століттями використовували майстри бароко різних країн.

## Біографія
Народився в містечку Віньола, що поблизу Модени. По назві містечка отримав і прізвисько, бо багатьох художників і архітекторів Італії уславили саме прізвиська, а не справжні імена.
Архітектурі почав навчатися в місті Болонья. Необхідність вивчення античних пам'яток в оригіналі спонукала переїхати у 1536 р. до Риму, де на той час склалася ціла школа вивчення архітектури Давнього Риму, що слугувала взірцями для будівельників Італії.
18 місяців прожив у Франції, де працював в королівській резиденції Фонтенбло на запрошення короля Франциска І. Дослідники творчості Віньоли припускають зближення майстра з італійцями Себастьяно Серліо та художником Приматіччо, що теж працювали в той час в Фонтенбло. Все працювало на талановитого початківця. Повернувся в Італію. В місті Болонья проектував палаццо Боскі (palazzo Bocchi). Потім переїздить до Риму.
Всі головні будівлі Віньоли знаходяться в Римі чи поблизу нього. Його парадні фасади занадто стримані, майже аскетичні(церква Сант-Андреа-ін-віа-Фламініа), тому для деяких фасади створили інші майстри в більш парадних і виразних формах (арх. Джакомо делла Порта для Іль Джезу).
Саме Віньолі доручив Мікеланджело побудову двох бічних куполів на соборі Св. Петра в Римі. Саме Віньолі папа римський доручив добудівлю собору післся смерті геніального Мікеланджело.

## Віньола і трактат Вітрувія

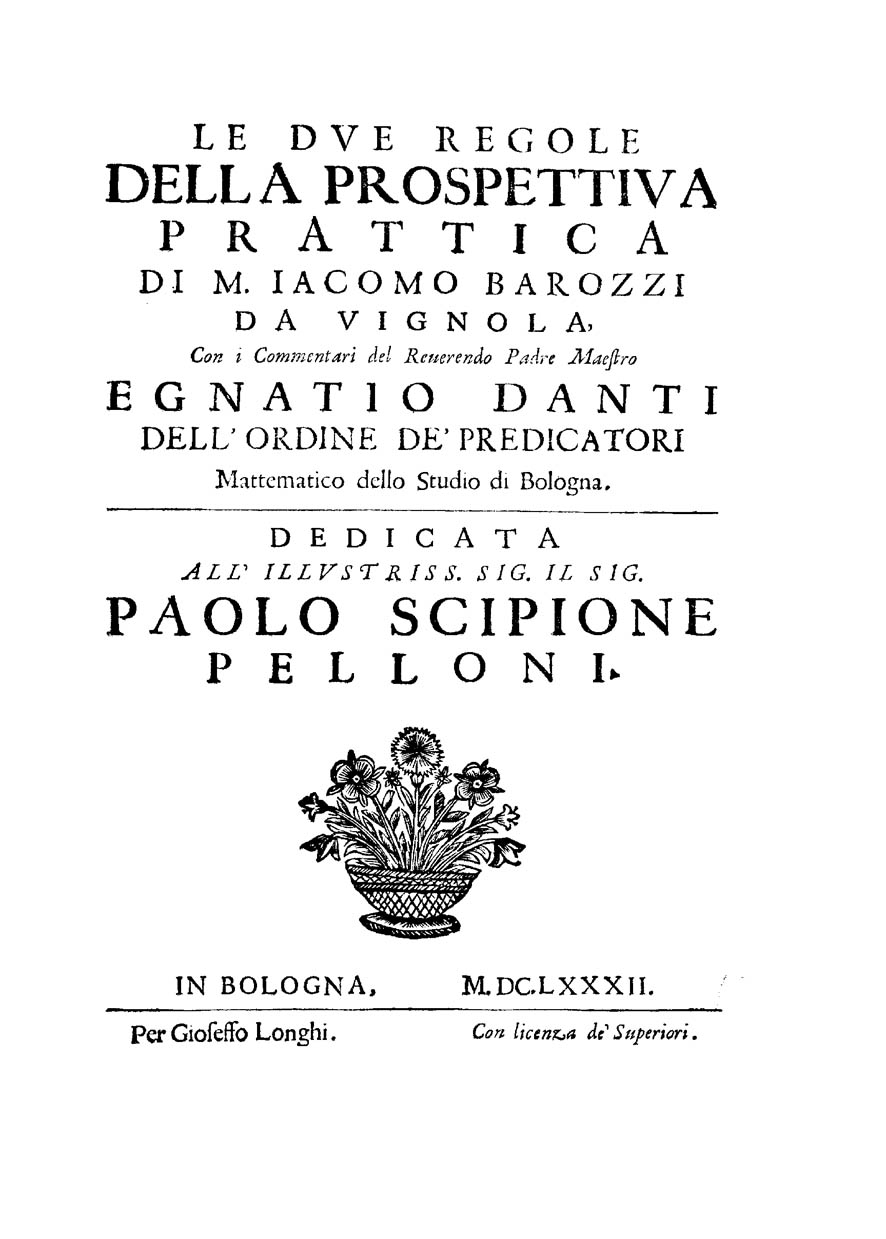
Le due regole della prospettiva prattica, 1682

Архітектори того часу вивчали в Італії трактат Вітрувія. Малюнки до нового видання Вітрувія надумав зробити Віньола. Видання побачило світ у 1562 році. В 16 столітті ця книга давала уяву про закони побудови архітектурних об'єктів італійського Відродження. За цією книгою вивчали ордерну систему доби Відродження майже триста років різні архітектори Західної Європи.

## Смерть
Уславлений архітектор помер в Римі. Його тіло поховали в Пантеоні, де також поховане тіло і художника Рафаеля.

## Архітектурні твори

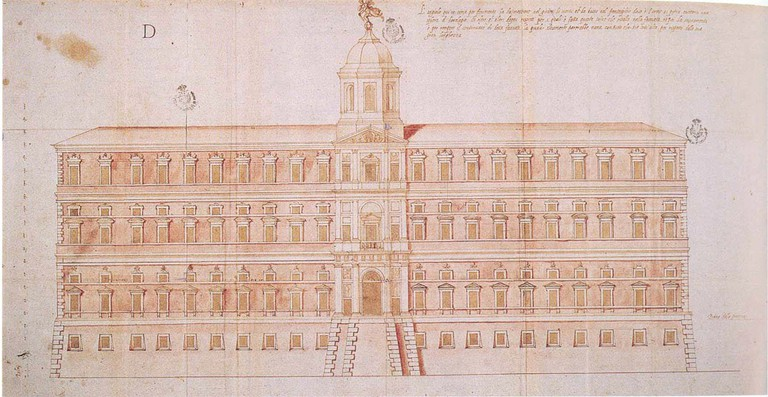
Палац Фарнезе для міста П'яченци, архітектор Джакомо да Віньола, проект 16 ст.

Джакомо да Віньола. Палац Фарнезе, Капрарола. Гравюра 18 ст.

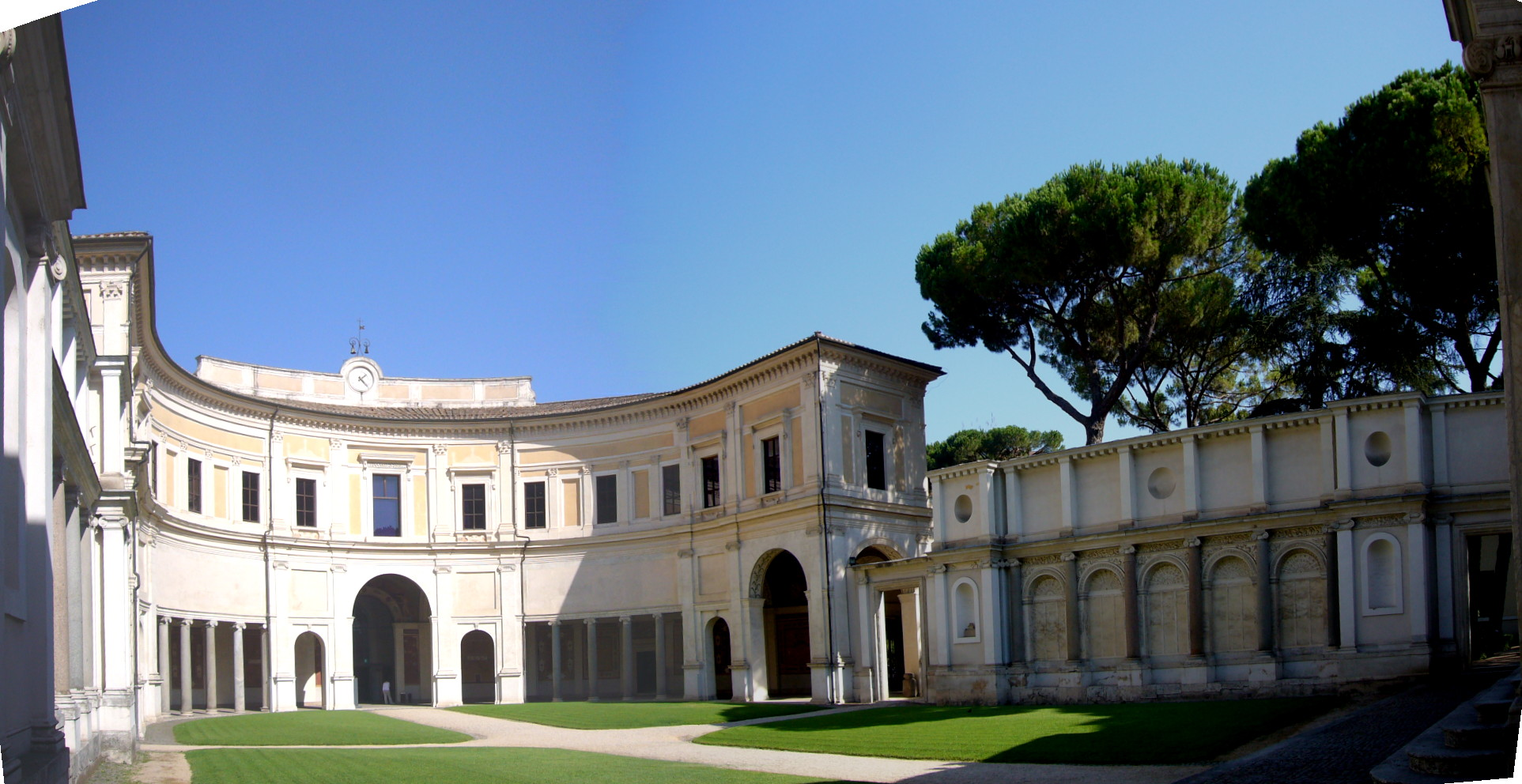
1й двір вілла Джулія, Рим.
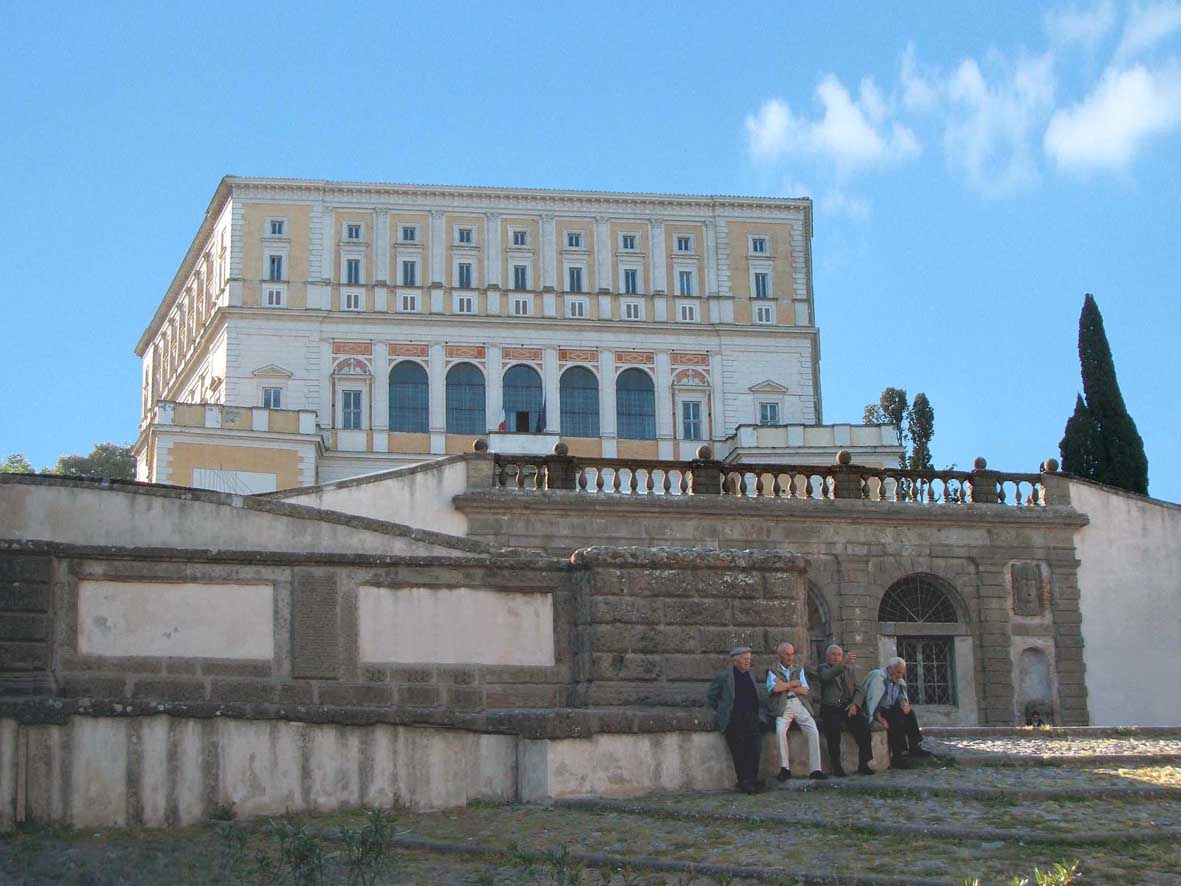
Вілла Фарнезе (Капрарола), парадний фасад
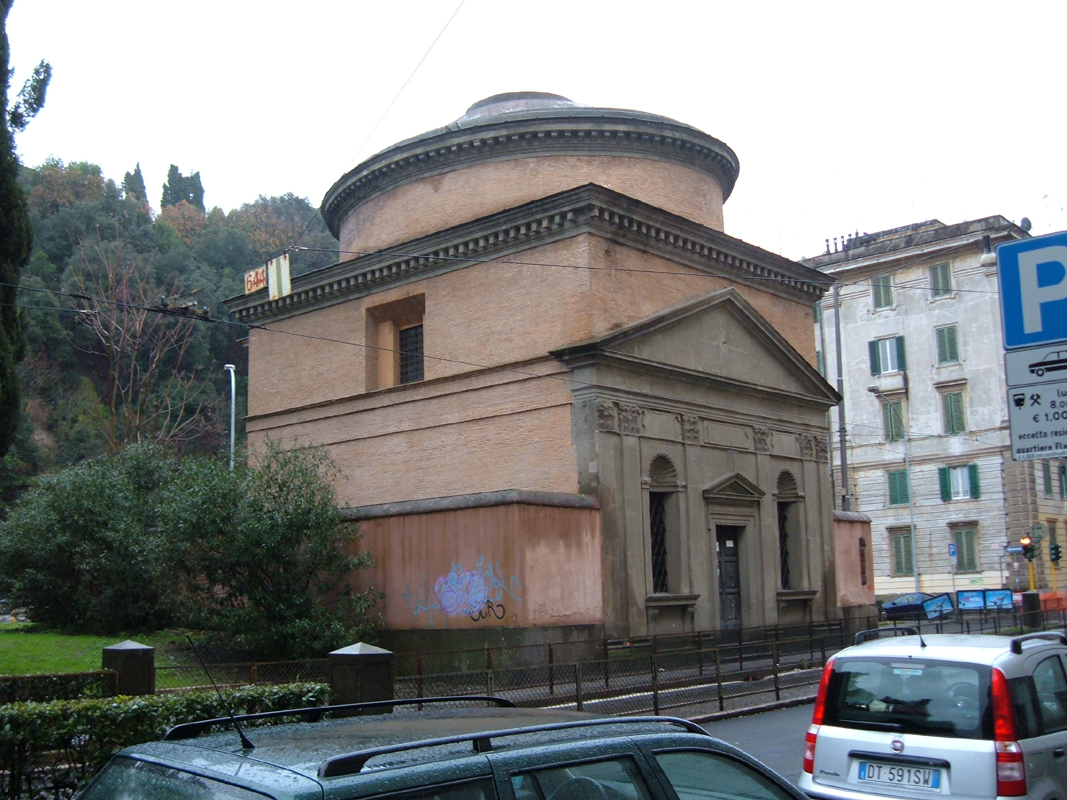
Церква Сант Андреа ін віа Фламініа, Рим.
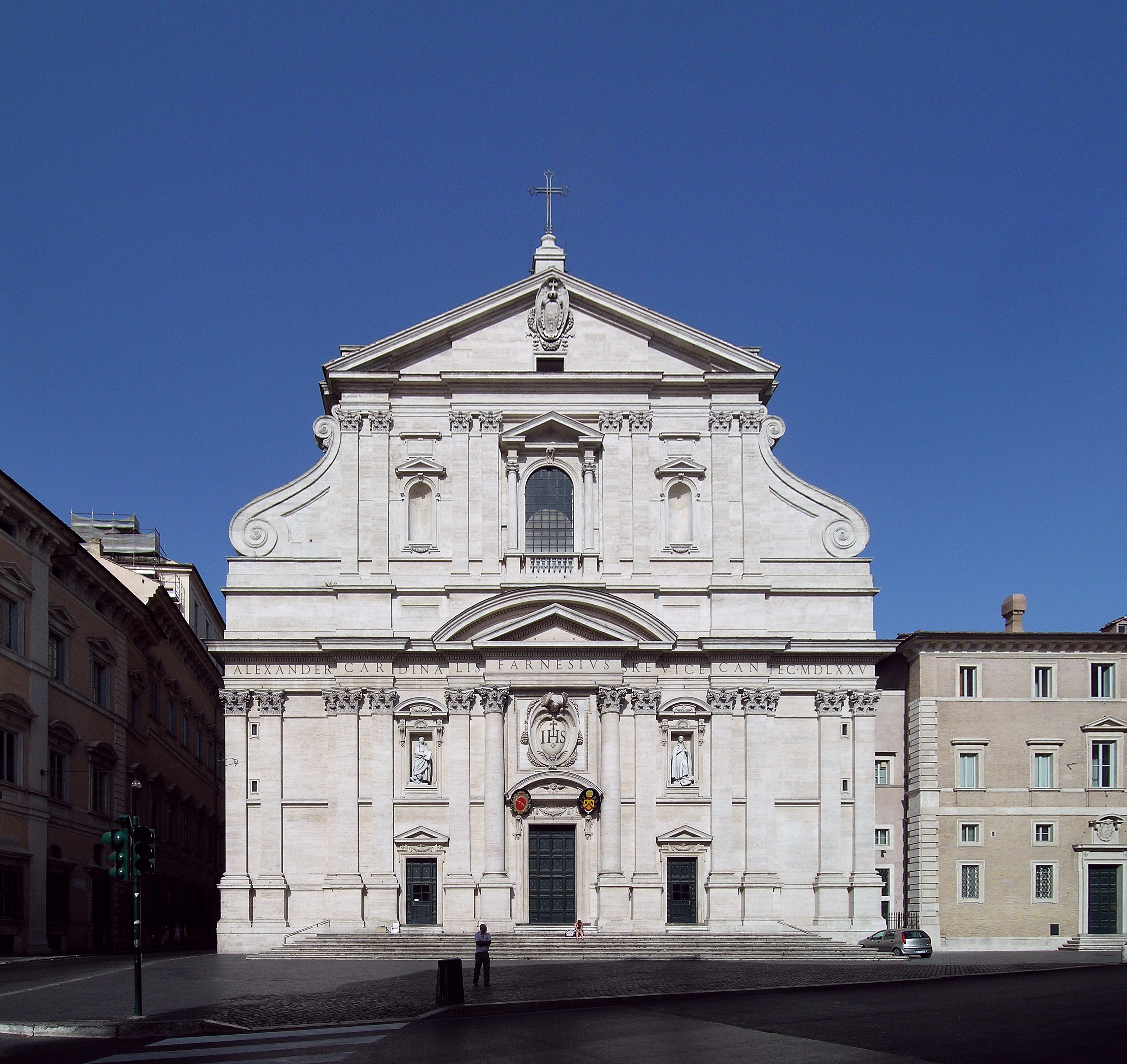
Проект комплексу-Віньоли. Фасад головної церкви чину єзуїтів Іль Джезу, арх Дж. делла Порта, Рим.
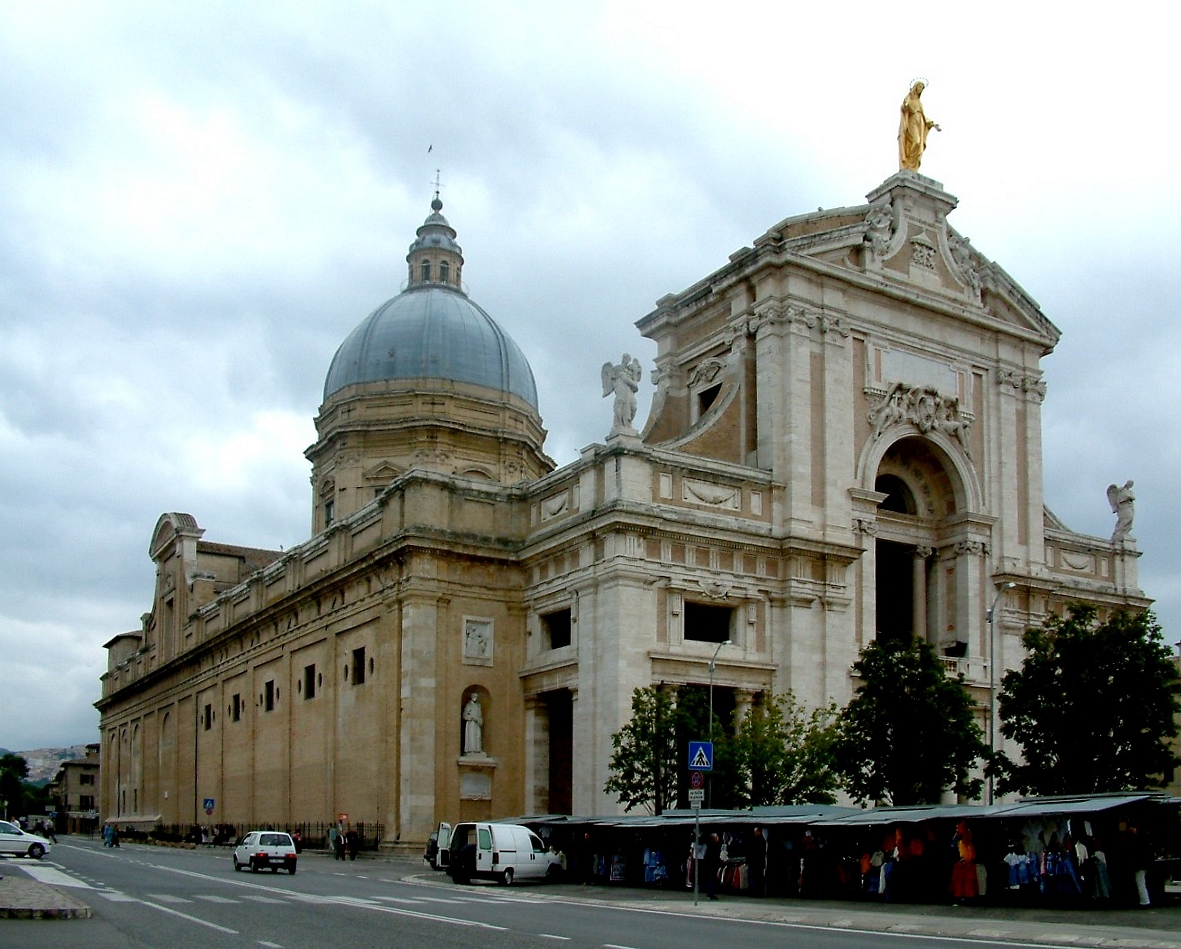
Базиліка Санта Марія дельї Анджелі у містечку Ассізі,Італія.
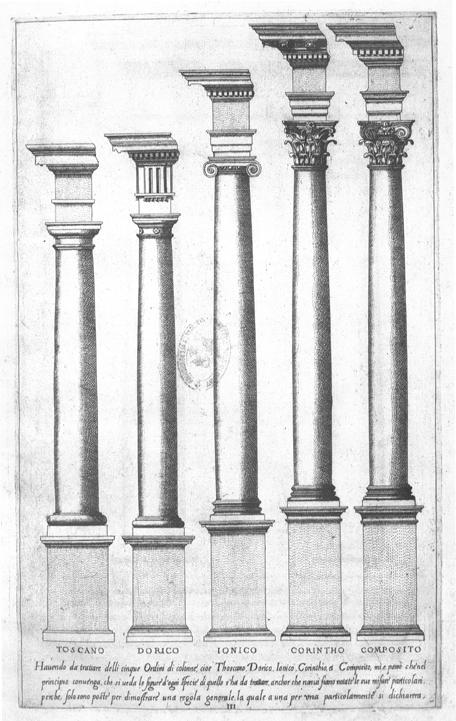
Малюнок архітектора Віньоли в трактаті 1562 року